# Sant Salvador de l'Alzina de Ribelles
Sant Salvador de l'Alzina de Ribelles és una església del poble de l'Alzina al municipi de Vilanova de l'Aguda (Noguera) inclosa a l'Inventari del Patrimoni Arquitectònic de Catalunya.

## Descripció
Església de planta rectangular d'una nau, de petites dimensions. No té absis; sols una petita edificació a manera de sagristia adossada al mur pla del final de la nau.
La planta de l'església és rectangular, amb els murs construïts en carreus de pedra. A la part exterior hi ha dos contraforts, el davanter més gran que l'altre.A la façana hi ha la porta d'accés amb arc de mig punt adovellat; a la pedra clau hi ha un escut amb la data 1631. Té una espadanya amb dos arcs sobre el mur de ponent; en un hi ha una petita campana.

## Història
Aquesta església fou construïda l'any 1631, com a sufragània de Ribelles.